# 泰安街道
泰安镇，是中华人民共和国四川省泸州市江阳区下辖的一个乡镇级行政单位。

## 行政区划
泰安镇下辖以下地区：
泰安社区、长征村、长江村、龙井田村、桔子坎村、卫东村、后河村、大面寺村、咀上村和阳院子村。